# Championnats d'Europe de badminton 1988
Navigation
Uppsala 1986 Moscou 1990
Les championnats d'Europe de badminton 1988, onzième édition des championnats d'Europe de badminton, ont lieu du 10 au 16 avril 1988 à Kristiansand, en Norvège.

## Médaillés
| Épreuve       | Or                                     | Argent                        | Bronze                                |
| ------------- | -------------------------------------- | ----------------------------- | ------------------------------------- |
| Simple hommes | Darren Hall                            | Morten Frost                  | Andrei Antropov                       |
| Simple hommes | Darren Hall                            | Morten Frost                  | Michael Kjeldsen                      |
| Simple dames  | Kirsten Larsen                         | Christina Bostofte            | Eline Coene                           |
| Simple dames  | Kirsten Larsen                         | Christina Bostofte            | Christine Magnusson                   |
| Double hommes | Jens Peter Nierhoff / Michael Kjeldsen | Steen Fladberg / Jan Paulsen  | Chris Rees / Lyndon Williams          |
| Double hommes | Jens Peter Nierhoff / Michael Kjeldsen | Steen Fladberg / Jan Paulsen  | Peter Axelsson / Stefan Karlsson      |
| Double dames  | Dorte Kjær / Nettie Nielsen            | Julie Munday / Gillian Clark  | Maria Bengtsson / Christine Magnusson |
| Double dames  | Dorte Kjær / Nettie Nielsen            | Julie Munday / Gillian Clark  | Katrin Schmidt / Kirsten Schmieder    |
| Double mixte  | Steen Fladberg and Gillian Clark       | Alex Meijer / Erica van Dijck | Henrik Svarrer / Dorte Kjær           |
| Double mixte  | Steen Fladberg and Gillian Clark       | Alex Meijer / Erica van Dijck | Jan Eric Antonsson / Maria Bengtsson  |
| Par équipes   | Danemark                               | Suède                         | Angleterre                            |

## Tableau des médailles
| Rang | Pays                 | Médaille d'or | Médaille d'argent | Médaille de bronze | Total |
| ---- | -------------------- | ------------- | ----------------- | ------------------ | ----- |
| 1    | Danemark             | 5             | 3                 | 2                  | 11    |
| 2    | Angleterre           | 2             | 1                 | 1                  | 4     |
| 3    | Suède                | 0             | 1                 | 4                  | 5     |
| 4    | Pays-Bas             | 0             | 1                 | 1                  | 2     |
| 5    | Allemagne de l'Ouest | 0             | 0                 | 1                  | 1     |
| 5    | Pays de Galles       | 0             | 0                 | 1                  | 1     |
| 5    | Union soviétique     | 0             | 0                 | 1                  | 1     |